# Owariasahi
Owariasahi è una città giapponese della prefettura di Aichi.